# Cantó de Nancy-Est
El cantó de Nancy-Est és un cantó francès del departament de Meurthe i Mosel·la, situat al districte de Nancy. Compta amb part del municipi de Nancy.

## Municipis
Comprèn part del municipi de Nancy, concretament els barris de
- Stanislas-Meurthe,
- Centre-ville,
- Charles III,
- Saint-Pierre,
- René II,
- Bonsecours,
- Quai Bataille.

## Història
| Data d'elecció                           | Identitat           | Partit    | Qualitat |
| ---------------------------------------- | ------------------- | --------- | -------- |
| 1945-1970                                | Pierre Weber        | RI        |          |
| 1970-1976                                | Roland Teyssandier  | Centrista |          |
| 1976-1982                                | Daniel Groscolas    | PS        |          |
| 1982-1994                                | Lucien Muller       | UDF       |          |
| 1994-1998                                | Jean-Paul Bolmont   | PS        |          |
| 1998-2004                                | Jean-Marie Schléret | UDF       |          |
| 2004-                                    | Dominique Olivier   | PS        |          |
| les dades anteriors no són pas conegudes |                     |           |          |
|                                          |                     |           |          |